# 富山県道63号入善宇奈月線
富山県道63号入善宇奈月線（とやまけんどう63ごう にゅうぜんうなづきせん）は、富山県下新川郡入善町から黒部市に至る県道（主要地方道）である。

## 概要

### 路線データ
- 起点：富山県下新川郡入善町入膳字西寺田（国道8号・富山県道60号入善朝日線交点）
- 終点：富山県黒部市宇奈月町下立粕塚（富山県道14号黒部宇奈月線交点）
- 実延長：9,152m

## 歴史
- 1982年（昭和57年）12月23日 - 認定
- 1993年（平成5年）5月11日 - 建設省から、県道入善宇奈月線が入善宇奈月線として主要地方道に指定される[1]。

## 路線状況

### 重複区間
- 富山県道13号朝日宇奈月線（下新川郡入善町舟見 - 黒部市宇奈月町下立粕塚）

## 地理

### 通過する自治体
- 下新川郡入善町
- 黒部市

### 交差する道路
- 国道8号・富山県道60号入善朝日線（下新川郡入善町入膳・入善高校西交差点、起点）
- 北陸自動車道（入善スマートインターチェンジ）
- 富山県道111号大家庄上飯野線（下新川郡入善町新屋・町新屋交差点）
- 富山県道45号黒部朝日公園線（下新川郡入善町新屋・新屋交差点）
- 富山県道327号新屋上野線（下新川郡入善町新屋）
- 富山県道13号朝日宇奈月線（下新川郡入善町舟見）
- 富山県道328号音沢中ノ口線（黒部市宇奈月町中ノ口字上橋）
- 富山県道14号黒部宇奈月線（黒部市宇奈月町下立粕塚、終点）

### 沿線にある施設など
- 富山地方鉄道本線
  - 下立駅
  - 愛本駅
- 入善町役場
- 黒部市役所 宇奈月庁舎
- 医療法人社団仁敬会 入善セントラル病院（旧坂本記念病院）[2]
- 富山県立入善高等学校
- 入善町立入善中学校
- 入善町立入善小学校
- 入善町立黒東小学校
- 黒部市立宇奈月中学校
- アイシン新和（「アイシン高丘」関連会社） 本社・入善工場
- 入善町中央公園
- 入善町墓ノ木自然公園
- 黒部市中ノ口緑地公園
- 黒部川
- 宇奈月温泉
- 道の駅うなづき